# Tony Masters
Tony Masters (* 9. November 1919 als Anthony H. Masters in Elham bei Folkestone, Kent, Vereinigtes Königreich; † 12. Mai 1990 in Südfrankreich) war ein britischer Filmarchitekt.

## Leben und Wirken
Masters besuchte die University College School in London-Hampstead und erhielt eine vierjährige Weiterbildung an der Hornsey School of Art. Zwischendurch, bei Kriegsbeginn 1939, wurde Masters eingezogen. Er kämpfte unter anderem an den Fronten in Nordafrika und Italien. Gleich nach Kriegsende arbeitete Masters in Rom ein Jahr lang als Kunstredakteur und Zeichner. Anschließend kehrte er nach London zurück, wo er von den Riverside Studios eingestellt wurde und das szenenbildnerische Handwerk beim Film von der Pike auf erlernte. Seit Ende der 40er Jahre ist er als Filmzeichner nachweisbar.
Sein Debüt als Chefarchitekt gab Tony Masters 1955 bei dem surrealistischen, mittellangen Film Der Mantel nach Maß. Masters‘ Durchbruch gelang 1965, als er mit den umfassenden Designentwürfen zu Stanley Kubricks wegweisendem Science-Fiction-Film 2001: Odyssee im Weltraum betraut wurde. Für diese Leistung erhielt er 1969 eine Oscarnominierung. Masters‘ späteren Arbeiten enttäuschten hingegen weitgehend. Erst mit seiner Rückkehr zum Science-Fiction-Genre 1983, als er für David Lynchs düsterer Endzeitvision Der Wüstenplanet erneut futuristische Kulissen kreieren konnte, gelang ihm noch einmal eine bedeutende szenenbildnerische Leistung. 

## Filmografie
- 1955: Der Mantel nach Maß (The Bespoke Overcoat)
- 1957: Esther Costello (The Story of Esther Costello)
- 1957: Besuch um Mitternacht (The Whole Truth)
- 1958: Corridors of Blood
- 1958: Schwurgerichten der Toten (The Spaniard’s Curse)
- 1959: Faces in the Dark
- 1959: Expresso Bongo (Expresso Bongo)
- 1960: Herein ohne anzuklopfen (Don’t Bother to Knock)
- 1960: London hält den Atem an (The Unstoppable Man)
- 1960: Der unheimliche Schatten (The Full Treatment)
- 1961: Die Creme, von der man spricht (Dentist on the Job)
- 1961: Der Tag, an dem die Erde Feuer fing (The Day the Earth Caught Fire)
- 1962: Picknick um Mitternacht (Tamahine)
- 1963: Kein Schloß ist vor ihm sicher (The Cracksman)
- 1964: Der Millionenschatz (The Moon-Spinners)
- 1964: Ferry Cross the Mersey
- 1965: Kennwort „Schweres Wasser“ (The Heroes of Telemark)
- 1967: 2001: Odyssee im Weltraum (2001: A Space Odyssey)
- 1969: Playboys und Abenteurer (The Adventurers)
- 1970: Mr. Forbush and the Penguins
- 1971: Geburten verboten (Z.P.G.)
- 1973: Papillon
- 1975: Bleib mir ja vom Leib (That Lucky Touch)
- 1975: Buffalo Bill und die Indianer (Buffalo Bill and the Indians, or Sitting Bull’s History Lesson)
- 1976: Die Tiefe (The Deep)
- 1983: Der Wüstenplanet (Dune)
- 1985: Ayla und der Clan des Bären (The Clan of the Cave Bear)
- 1986: Tai-Pan (Tai-Pan)
- 1987: Rent-a-Cop